# Red de Emisoras del Movimiento
La Red de Emisoras del Movimiento (REM) fue una cadena de radiodifusión española, que existió durante el Régimen político de Franco. Formaba parte de los medios controlados por FET y de las JONS, y dependía directamente de la Secretaría General del Movimiento. La REM desapareció en 1978, tras el final del Régimen. La Red de Emisoras del Movimiento estaba adscrita a la Delegación Nacional de Prensa, Propaganda y Radio.

## Historia
Originariamente, ésta agrupaba a las emisoras que habían ido surgiendo en el caótico panorama de las ondas radiofónicas españolas en los años cuarenta y cincuenta con la implantación de emisoras de onda corta, dependientes de la FET y de las JONS, y que tras la reordenación del sector con la creación de la Cadena Azul de Radiodifusión (CAR) en 1958, que agrupaba las Emisoras Escuelas, y la Cadena de Emisoras Sindicales (CES) pertenecientes al Confederación Nacional de Sindicatos, fueron disminuyendo hasta la reordenación definitiva del sector con la entrada en vigor del Plan Transitorio de Ondas Medias de 1964. A partir de esa fecha, la REM, cuya emisora de cabecera era La Voz de Madrid, constaba de dieciséis emisoras provinciales. Las emisoras de la REM eran, salvo La Voz de Madrid, emisoras de potencia mediana de alcance provincial no superiores a 5 kW de potencia que, salvo excepciones, se localizaban en las capitales provinciales, con programación eminentemente local y predominantemente musical. 
El contenido informativo de las emisoras era mínimo, ya que en aquella época era obligatoria la conexión a la programación nacional de Radio Nacional de España (RNE), limitándose a una información local muy ligera. En contraste, destaca el hecho de que la cadena contribuyese a crear el Festival de Benidorm.
En 1974, con la fusión de las emisoras de la Red de Emisoras del Movimiento 'La Voz' y la Cadena Azul de Radiodifusión 'Radio Juventud', nace Radiocadena Española REM-CAR, operando bajo el nombre comercial de Radio Juventud-La Voz, e integrándose en la Delegación Nacional de Prensa y Radio del Movimiento. La Voz de Madrid pasó a ser la emisora de cabecera. El 4 de diciembre de 1978 se publicó un Real Decreto del Ministerio de Cultura por el que Radiocadena Española se ordenaba su incorporación al Ente Público RTVE, quedando estructurado en tres sociedades estatales: Televisión Española (TVE), Radio Nacional de España (RNE) y Radiocadena Española (RCE). La Radiocadena Española REM-CAR y la Cadena de Emisoras Sindicales se fusionaron, y todas las emisoras adoptaron el nombre de Radiocadena Española.

## Relación de emisoras
| - Radio La Voz de Álava - Radio La Voz de Alicante - Radio La Voz de Andalucía, en Córdoba - Radio La Voz de Cantabria, de Santander - Radio La Voz de Castellón - Radio La Voz de Cataluña, en Barcelona - Radio La Voz de Extremadura, en Cáceres - Radio La Voz de Guipúzcoa, en San Sebastián - Radio La Voz de León | - Radio La Voz de Levante, en Valencia - Radio La Voz de Madrid - Radio La Voz del Mediterráneo, en Tarragona - Radio La Voz de Navarra - Radio La Voz de Palencia - Radio La Voz del Principado de Asturias - Radio La Voz de Valladolid - Radio La Voz de Vigo - Radio La Voz de Ferrol |  |